# Escadrille aérosanitaire 6/560 Étampes
Pour les articles homonymes, voir EAS.
L'escadrille aérosanitaire 6/560 "Étampes"  dont l'acronyme est EAS 6/560, est une unité de l'armée de l'air française spécialisée dans le transport par voie aérienne des blessés et malades (MEDEVAC). Cette entité est localisée sur la Base aérienne 107 Villacoublay, commandée par un officier supérieur ayant un ancrage santé médical ou paramédical, personnel du Service de Santé des Armées, assisté d’un cadre de santé commandant en second.
Cette escadrille dirige une antenne dont l'acronyme est AEAS 7/560 dont l'embasement est sur la base aérienne 125 Istres-Le Tubé depuis septembre 2019, en soutien de la composante MEDEVAC de la flotte A330 MRTT et en cas de déclenchement du plan MoRPHÉE (MEDEVAC collective par voie aérienne pour patients en soins intensif) ; cette dernière est sous la responsabilité locale d'un infirmier convoyeur référent.
Tous les militaires sous leurs ordres sont des infirmiers et infirmières diplômés d’État ayant pour spécialité infirmier convoyeur de l'armée de l'air. Formés à la médecine aéronautique, à la sécurité sauvetage et aux versions médicalisées des différents aéronefs de transport, ces derniers sont chargés d’évacuer des blessés et malades, soit seuls, soit au sein d’une équipe médicale.

## Missions
Cette unité est chargée de missions multiples telles que :
Missions aériennes médicalisées :
- Évacuations aériennes médicalisées et paramédicalisées (notamment à bord des aéronefs de transport de l'Armée de l'air et de l'espace française).
- Détachements en opérations extérieures
- Missions à caractère humanitaire
- Évacuations de blessés radio contaminés

Soutien et assistance médicale en vol :
- Missions de transport et de médicalisation par voie aérienne de hautes autorités de l'état
- Évacuations de ressortissants
- Missions aériennes particulières (pèlerinages, théâtre d’opérations sensibles…)

Instruction aéromédicale :
- Maintien en condition opérationnelle (technique médicale et aéronautique)
- Missions de formation du personnel du service de santé des armées
- Missions d’instruction au profit des équipages des groupements de transport opérationnel
- Exercices interarmées et interalliés

Expertise médico technique :
- Missions d’expertise et d’expérimentation dans les différents aéronefs de l’armée de l’air
- Adaptation et maintenance des lots médicaux de convoyage aérien
- Régulation des évacuations aéromédicales stratégiques au sein de l’état-major opérationnel santé

## Participation aux opérations extérieures de l'armée de l'air
Depuis la création du métier de convoyeur et d'infirmier convoyeur de l'armée de l'air, l'unité a toujours participé au sein des équipages des avions de transport aux rapatriement des militaires et civils blessés lors des conflits dans lesquels la France a été engagée.
Depuis les années 2010, les infirmiers convoyeurs perpétuent cette tradition en étant insérés au sein des GTO dans des mandats de projection type "CASA NURSE" rayonnant sur toute la bande sahélo-saharienne depuis Gao, Mali et N'Djamena, Tchad.

## Insigne de l'unité: héraldique et symbolisme
Insigne homologué sous le numéro A1335, le 15 mai 2003.

### Définition héraldique
« Rondache d’azur denticulée d’or à un croissant du même figuré, contourné et allumé de sable, posé au chef dextre, supportant d’un lien un médecin volant du second émail chevelé d’argent, poignant de la senestre un clystère également d’or, une demi-corolle du second métal posée au chef senestre. »

### Symbolisme de l'insigne
L'insigne de l’EAS 6/560 reprend intégralement celui de la Section d’avions sanitaires 22/110 dissoute le 11 juillet 1940 et dont l’EAS a été déclarée héritière des traditions par filiation indirecte. Le personnage mis en scène est emprunté à Molière : c’est un médecin du XVIIe siècle, facilement identifié par son clystère et son habit noir. La vocation d’intervention par les airs des convoyeuses est clairement représentée. La présence d’une lune peut s’expliquer de deux manières. Le croissant rieur retient dans sa chute le médecin : même dans la précarité et l’adversité d’une mission, les convoyeuses de l’air peuvent compter sur leur bonne étoile. Par ailleurs, l’astre de la nuit rappelle la capacité de cette unité à être mise en œuvre de jour comme de nuit. Enfin, le fond bleu rappelle l’appartenance de l’EAS à l’armée de l’air.